# Haag (Altomünster)
Haag ist ein Gemeindeteil von Altomünster im oberbayerischen Landkreis Dachau. Am 1. Mai 1978 kam der Weiler Haag als Ortsteil von Thalhausen zu Altomünster.

## Lage

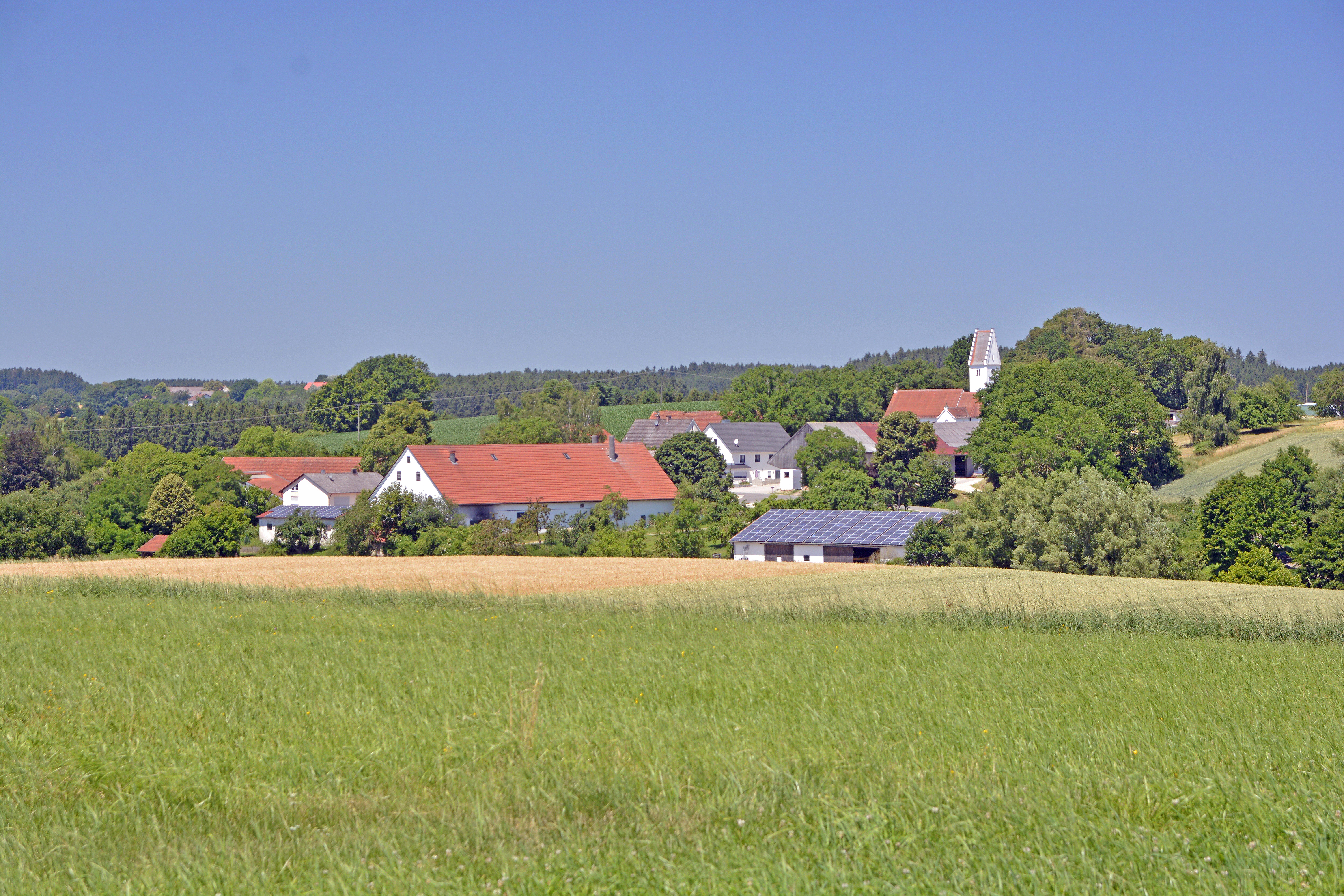
Haag (Altomünster) mit der Filialkirche St. Margaretha (Ansicht von Osten)

Haag liegt auf 503 m ü. NHN Höhe. Haag liegt im äußersten Nordwesten des Landkreises Dachau und grenzt direkt an die Landkreise Aichach-Friedberg und Neuburg-Schrobenhausen. Am Fuß des Berges, auf dem Haag mit freiem Blick nach Süden liegt, fließt die Weilach vorbei. Der Ortskern von Haag liegt 4,6 Kilometer westlich und 1,6 Kilometer nördlich des Zentrums von Altomünster, der Gesamtabstand beträgt 4,84 Kilometer.

## Geschichte
Haag wurde erstmals im Jahr 1280 im zweiten bayerischen Herzogsurbar als „Hage“ erwähnt. Hier ist niedergeschrieben, dass der herzogliche Marschalk vom nahen Schiltberg in „Hage“ eine Hube, also einen mittelgroßen Hof, und Wiesenland am Bach Weilach vom Herzog zu Lehen habe. Die Wiesen seien so groß, dass sie 100 Fuder Heu liefern könnten.
Das Wort Hag ist ein Naturname und bedeutet Dornengebüsch, (niedriges) Buschwerk oder Hecke. Ob sich eines der häufig genannten „Hage“ oder „Hag“ des hohen Mittelalters in der Freisinger Tradition auf dieses Haag bezieht, lässt sich kaum sagen.
Im 12. und 13. Jahrhundert erwarb das Kloster Scheyern hier Güter; deshalb wird Haag in Urkunden des Klosters Scheyern aus dem 11. bis 14. Jahrhundert häufig genannt. Im 15. Jahrhundert wird die Familie Nordhofer als Inhaber eines Edelsitzes zu Haag genannt. Später kam der Ort zur Hofmark Eisenhofen.
Wahrscheinlich haben der Dreißigjährige Krieg und in seinem Gefolge die Pest auch in Haag schrecklich gewütet.

## Sehenswürdigkeiten
- Katholische Filialkirche St. Margaretha

Die Pfarrei Haag ist seit 1418 bezeugt. 1874 wurden die Kirche erweitert sowie eine Sakristei angebaut. Die im neugotischen Stil gehaltene Innenausstattung stammt aus dieser Zeit. Es handelt sich um einen einschiffigen Sakralbau mit eingezogenem, dreiseitig geschlossenem Chor, im nördlichen Winkel Satteldachturm mit Treppengiebeln. St. Margaretha gehört zum Dekanat Aichach-Friedberg und damit zum Bistum Augsburg.
Die Kirche in Haag ist im Verzeichnis der Kunstdenkmale des Königreichs Bayern erwähnt, dessen Dachauer Teil 1888 von Gustav von Bezold und Georg Hager bearbeitet und 1895 von Betzold und Berthold Riehl im Auftrag des Königlich Bayerischen Innenministeriums herausgegeben wurde.

## Wirtschaft
In Haag gibt es einen Zimmerei- und Holzbaubetrieb und mehrere Landwirtschaftsbetriebe.